# Čartizam
Čartizam je pokret engleskog radništva, nazvan po povelji "People's Charter" (1838.). Razvio se tridesetih godina devetnaestog stoljeća zahtijevajući od Parlamenta opće i jednako pravo glasa i preobrazbu Engleske u demokratsku državu. Posebnost čartističkog pokreta bila je što je bio prvi radnički pokret s izrazito političkim zahtjevima pri čemu je uspio potaknuti donošenje nekih socijalnih mjera (poput zakona o desetosatnom radnom danu) iako nije prerastao u političku stranku.